# کریسول‌آمینارین
کریسول‌آمینارین (به انگلیسی: Chrysolaminarin) با فرمول شیمیایی variable یک ترکیب شیمیایی است. که جرم مولی آن متغیر می‌باشد. 